# Hexatoma ornaticornis
Hexatoma ornaticornis är en tvåvingeart som beskrevs av Alexander 1939. Hexatoma ornaticornis ingår i släktet Hexatoma och familjen småharkrankar.
Artens utbredningsområde är Kuba. Inga underarter finns listade i Catalogue of Life.